# Les Rives du destin
Pour plus de détails, voir Fiche technique et Distribution.
Les Rives du destin (استراحت مطلق ; Esterahat-e Motlagh) est un film dramatique franco-iranien réalisé par Abdolreza Kahani sorti en 2015.

## Fiche technique
- Titre : Les Rives du destin
- Titre original : استراحت مطلق (Esterahat-e Motlagh)
- Titre anglais : Absolute Rest
- Réalisation : Abdolreza Kahani
- Scénario : Saeid Ghotbizadeh et Abdolreza Kahani
- Photographie : Ebrahim Ashrafi et Moinreza Motallebi
- Montage : Shima Monfared
- Costumes :
- Décors :
- Musique : Karen Homayunfar
- Production : Abdolreza Kahani
- Société de production :
- Distribution :
- Pays d’origine :  Iran
- Genre : drame
- Durée : 76 minutes
- Dates de sortie :
  -  Iran : 11 mars 2015
  -  France : 30 mai 2018

## Distribution
- Taraneh Alidoosti : Samira
- Reza Attaran : Davoud
- Farideh Faramarzi : Rezvan
- Babak Hamidian : Hamed
- Majid Salehi : Saber
- Amir Shahab Razavian : M. Khosravi